# 呉竹町 (高浜市)
呉竹町（くれたけちょう）は、愛知県高浜市の地名。現行行政地名は呉竹町1丁目から呉竹町7丁目。

## 地理
高浜市北部に位置する。北東は屋敷町、西は新田町・芳川町、南は沢渡町・湯山町に接する。

## 歴史

### 沿革
- 1988年（昭和63年） - 高浜市吉浜町の一部より、同市呉竹町4～5丁目として成立[6]。

## 世帯数と人口
2019年（令和元年）6月1日現在の世帯数と人口は以下の通りである。
| 大字   | 世帯数    | 人口    |
| ------ | --------- | ------- |
| 呉竹町 | 1,169世帯 | 2,936人 |

### 人口の変遷
国勢調査による人口の推移
| 1995年（平成7年）  | 2,271人 | [ 7 ]  |  |
| 2000年（平成12年） | 2,281人 | [ 8 ]  |  |
| 2005年（平成17年） | 2,405人 | [ 9 ]  |  |
| 2010年（平成22年） | 2,690人 | [ 10 ] |  |
| 2015年（平成27年） | 2,781人 | [ 11 ] |  |

## 学区
市立小・中学校に通う場合、学区は以下の通りとなる。また、公立高等学校に通う場合の学区は以下の通りとなる。
| 番・番地等 | 小学校             | 中学校             | 高等学校             |
| ---------- | ------------------ | ------------------ | -------------------- |
| 全域       | 高浜市立吉浜小学校 | 高浜市立高浜中学校 | 三河学区（特例地域） |

## その他

### 日本郵便
- 郵便番号 : 444-1336[3]（集配局：高浜郵便局[14]）。